# Las Morillas 2
Las Morillas 2 es un barrio perteneciente al distrito Puerto de la Torre de la ciudad andaluza de Málaga, España. Está situado en el lado este de la calle Lope de Rueda, principal eje viario de la zona alta del distrito. Según la delimitación oficial del ayuntamiento, limita al oeste y al sur con el barrio de Las Morillas-Puerto de la Torre; al oeste, con el barrio de Puertosol; y al norte, con el barrio de Salinas.

## Transporte
En autobús queda conectado por las siguientes líneas de la EMT: 
| Línea | Trayecto                               | Recorrido | Frecuencia                              |
| ----- | -------------------------------------- | --------- | --------------------------------------- |
| 21    | Alameda Principal - Puerto de la Torre | Recorrido | 12 minutos                              |
| N4    | Alameda Principal - Puerto de la Torre | Recorrido | 23.30, 1.00 (Alameda) 0.15 (Pto. Torre) |